# Conrad Dietrich Magirus
Conrad Dietrich Magirus, född 1824 i Ulm, död 1895 i Ulm, grundare av Magirus och Ulms frivilligbrandkår och initiativtagare till Tyska brandkårsförbundet 1853.
Conrad Dietrich Magirus har gått till historien som en av skaparna av det moderna brandkårsväsendet. Magirus utvecklade utrustning för brandbekämpning och skapade för detta företaget Magirus. Magirusstege är en allmän benämning på en bilburen högstege som används av räddningstjänsten. Magirus utvecklades efterhand till lastbilstillverkare med luftkylda motorer som kännetecken. Magirus tillhör alltjämt världens ledande tillverkare av räddningstjänstbilar med utrustning och ingår idag i Iveco.